# DR-Baureihe 280
Die Baureihe 280 der Deutschen Reichsbahn war als Elektrotriebzug für die S-Bahn-Netze Leipzig, Halle, Dresden und Magdeburg vorgesehen. Von ihm wurden lediglich zwei Prototypen hergestellt, eine Serienlieferung unterblieb ebenso wie eine Weiterentwicklung.

## Geschichte
In den 1960er-Jahren begann die Deutsche Reichsbahn damit, in einigen Großstädten S-Bahn-Netze aufzubauen. Die ersten beiden wurden 1969 in Leipzig und Halle eröffnet. 1973 und 1974 kamen noch die S-Bahn-Betriebe in Dresden und Magdeburg dazu. In Leipzig und Halle kamen zunächst Wendezüge zum Einsatz, die aus älteren, für den S-Bahn-Einsatz umgebauten Wagen bestanden. In Halle wurden diese jedoch schon ab 1970 durch Doppelstockwendezüge ersetzt.
Diese galten jedoch als Provisorium und sollten in den 1970er-Jahren durch moderne S-Bahn-Triebwagen ersetzt werden. Deswegen erfolgten ab 1965 umfangreiche Untersuchungen für die Gestaltung eines einheitlichen Nahverkehrstriebwagens. Diese mündeten in einen Auftrag der Deutschen Reichsbahn an das Kombinat VEB LEW Hennigsdorf, einen geeigneten elektrischen Triebzug zu entwickeln. Das Ergebnis waren 2 vierteilige Prototypen, die 1973 bis 1974 geliefert wurden. Der erste Halbzug (280 001 bis 002) des ersten Triebzugs wurde am 5. Oktober 1973 an die DR übergeben, der zweite Triebzug wurde 1974 geliefert und zunächst auf der Leipziger Frühjahrsmesse ausgestellt.
Anschließend wurden beide Triebzüge ohne Fahrgäste auf der Leipziger und der Magdeburger S-Bahn erprobt, ab 1975 gelangten die Triebzüge in den Fahrgasteinsatz in Magdeburg und der Leipziger S-Bahn-Linie B Leipzig–Wurzen. 1976 war die Erprobung der Triebzüge abgeschlossen, aber der ab 1977 mögliche Serienbau von ursprünglich 113 geplanten Einheiten unterblieb.
Zum einen war das LEW-Werk in Hennigsdorf damals mit der Fertigung der Baureihe 250 und später auch der Baureihe 243 ausgelastet, zum anderen war der hohe Stromverbrauch der Triebwagen problematisch. Hinzu kam, dass die Triebzüge bei gleicher Länge eine geringere Platzkapazität hatten als die Doppelstockwagen und die provisorisch hergerichtete Wartungshalle in Leipzig nur einen halben Zug fasste, was aufwändige Wendefahrten erforderte. Weiterhin gab es Probleme mit der Bremsanlage, die nie gelöst werden konnten.
Nach mehreren Jahren Abstellzeit wurden die Triebzüge ab 1979 auf der S-Bahn-Linie B von Leipzig nach Wurzen mit Unterbrechungen wieder eingesetzt, bis sie 1980 wegen abgefahrenen Radreifen bzw. einem Brandschaden abgestellt und 1982 formal von der Instandhaltung zurückgestellt wurden.
Anschließend wurden sie von Bahnstromwerken als Bahndienstwagen mit unterschiedlichen Verwendungszwecken weiterverwendet. Der Vierwagenzug 280 001/002+003/006 wurde Ende der 1980er als Jugendobjekt zur Streckenelektrifizierung mit Dachstegen und Montagehilfen ausgestattet, um die Fahrleitungsmontage vor allem in Großbahnhöfen mit Quertragwerken zu beschleunigen. Für diese Verwendung war der Triebwagen wenig geeignet. Unter einer im Bau befindlichen Fahrleitung konnte er nicht aus eigener Kraft fahren, und die vorhandene Druckluftbremse war auch nur als Ergänzung zu der von der Fahrleitung abhängigen elektrischen Bremse dimensioniert. Weitere Unzulänglichkeiten waren das Fehlen einer höhenverstellbaren Arbeitsbühne, die den Einsatz zusätzlicher Leitern erforderte, und die enorme Zuglänge, für die es an den Baustellen oft keine hinreichend langen Abstellgleise gab. All dies führte dazu, dass die Nutzung als Fahrleitungsmontagezug nach wenigen Einsätzen beendet wurde, sodass die Wagen der beiden Triebzüge in verschiedenen Bahnhöfen vorwiegend im Raum Leipzig abgestellt wurden, um als Weichenheiztrafo oder Pausenraum zu dienen, und vermutlich bis Mitte der 1990er-Jahre verschrottet wurden.

## Technik
Ein Triebzug, die kleinste betriebliche Einheit, bestand aus vier Triebwagen. Die äußeren Triebwagen besaßen jeweils einen Führerstand, der durch seine zwei großen Stirnfenster auffiel. Zwei Wagen bildeten die kleinste einzeln fahrbare Einheit. Die inneren Triebwagen besaßen keinen Führerstand, trugen aber den Stromabnehmer. Die Endwagen trugen an den Führerstandsenden Mittelpufferkupplungen der Bauart Scharfenberg, die auch die Luft- und Steuerleitungen mitkuppelten. Innerhalb einer Vierwageneinheit waren die Wagen mit im Betrieb nicht trennbaren Schalenmuffenkupplungen verbunden, die beiden Mittelwagen außerdem mit einer Hochspannungsdachleitung, um pro Vierwageneinheit nur einen Stromabnehmer anlegen zu müssen.
Die Triebzüge sollten zwei Fahrprogramme erfüllen: Das eine sah bei einem Haltestellenabstand von 2 km und 80 km/h Höchstgeschwindigkeit eine Reisegeschwindigkeit von 50 km/h vor, das zweite bei einem Haltabstand von 5 km und 120 km/h Höchstgeschwindigkeit eine Reisegeschwindigkeit von 80 km/h. Dadurch wurde die hohe maximale Anfahrbeschleunigung von 1,3 m/s² nötig.
Um diese Fahrprogramme zu erfüllen, wurde jede der 16 Achsen des Triebzugs durch einen Tatzlager-Wellenstromreihenschlussmotor angetrieben; alle Motoren waren parallelgeschaltet. Insgesamt verfügte der Triebzug über eine Dauerleistung von 3.040 Kilowatt.
Die Leistungssteuerung der Triebzüge erfolgte über vierstufige Niederspannungsschaltwerke und eine Gleichrichterschaltung mit Siliziumdioden und -thyristoren. Eine kombinierte Amplitudenanschnittsteuerung ermöglichte das kontinuierliche Stellen der Fahrmotorspannung. Bis zu drei Triebzüge konnten von einem Führerstand über die Vielfachsteuerung gesteuert werden. Die Triebzüge waren mit einer KE-Druckluftbremse und einer elektrischen Widerstandsbremse ausgerüstet.
Jeder der vier Triebwagen hatte je Wagenseite zwei außenlaufende doppelflüglige Schiebetüren mit einer innenliegenden festen und einer äußeren klappbaren Trittstufe, denen im Wageninnenraum Einstiegsräume folgten. Die Türen konnten mit Druckluft zentral geschlossen werden. Die Auffangräume hinter den Einstiegen waren mit halbhohen Trennwänden abgetrennt, ansonsten waren die Innenräume als 2.-Klasse-Großraum mit 2+2-Bestuhlung eingerichtet. Hinter den Führerständen befanden sich Traglastenräume. Zwischen den Wagen eines Triebzuges befanden sich für die Reisenden nutzbare Übergänge. Die Triebwagen besaßen keine Toilette.
Die Fahrzeuge wurden weinrot mit dunkelgrün abgesetztem Langträger geliefert und behielten diesen Anstrich bis zur Zerlegung.